# 鈴木喜一 (中国哲学者)
鈴木 喜一（すずき よしかず、1926年1月11日- ）は、中国哲学者、信州大学名誉教授。
京都市出身。1948年九州帝国大学文学部支那哲学科卒。信州大学教養部助教授、教授。1990年「東洋における自然の思想」で九州大学文学博士。91年信州大学を定年退官、名誉教授。2006年瑞宝中綬章受勲。

## 著書
- 『法言』明徳出版 中国古典新書 1972
- 『馬王堆老子』明徳出版社 中国古典新書 1987
- 『東洋における自然の思想』創文社 東洋学叢書 1992
- 『五倫の成立 中國古代倫理思想史』明徳出版社 2002

### 訳など
- 『中国古典文学大系 3巻「論語」(木村英一共訳) 平凡社 1970
- 『朱子学大系 第3巻 朱子の先駆 下』解説・訳注 明徳出版社 1976